# Forseti

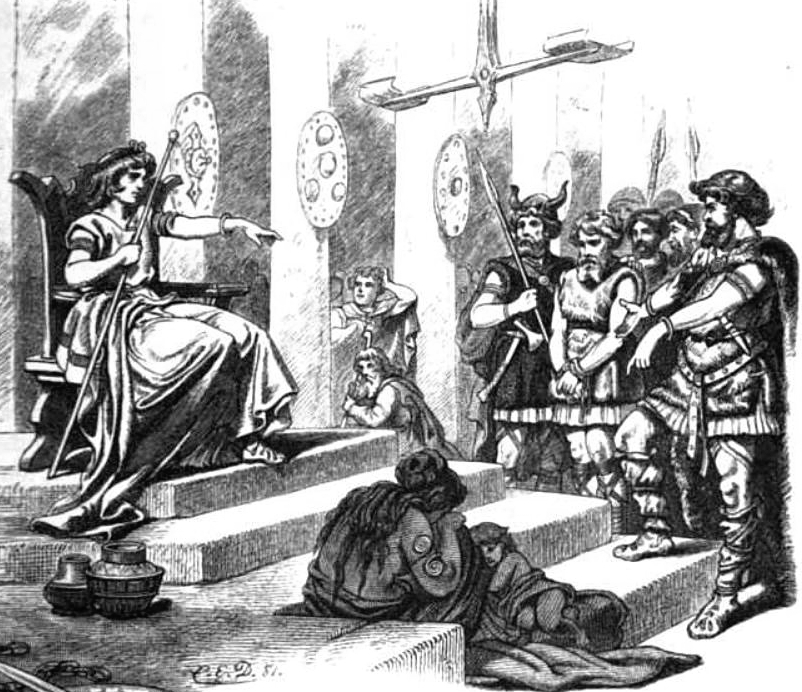
Wägner, Wilhelm. 1882. Nordisch-germanische Götter und Helden.

Forseti (que significa "o anfitrião") é o deus Nórdico da justiça, meditação e conhecimento interior. É também uma força de paz. Ele é filho dos deuses Balder e Nana. Sua casa é o palácio de ouro Glitnir, que significa "brilhante". Forseti se sentava em sua sala distribuindo justiça e resolvendo as disputas de deuses e homens. Forseti prometeu que, em todas as decisões em seu tribunal, ambas as partes estariam sempre de acordo.
Forseti é um deus dos frísios frequentemente identificado como um deus escandinavo. Então, Jacob Grimm, ao pesquisar da Mitologia Teutônica, observa que o santuário de Forseti, na ilha de Heligolândia, teria feito dele um candidato ideal para uma divindade conhecida por frísios e escandinavos, mas tem que admitir que é surpreendente que ele nunca seja mencionado por Saxão Gramático.
De acordo com a lenda, ele nunca contou nem contaria nenhuma mentira, e, sempre conseguia fazer com que os envolvidos em disputas chegassem a um acordo ou realizava um julgamento considerado justo por todos. Ele também é referido como Foseti. Acreditava-se que Forseti era imparcial em relação a tudo, pois só assim a verdadeira justiça seria alcançada.